# Obie Awards
Les Obie Awards ou Off-Broadway Theater Awards sont des récompenses de théâtre décernées par l'hebdomadaire The Village Voice aux comédiens et professionnels du théâtre à New York. Ils sont l'équivalent des Tony Awards qui couvrent les productions de Broadway, les Obies couvrant les productions Off-Broadway et Off-Off-Broadway.

## Historique
Les Obie Awards ont été créés en 1956 par Edwin Fancher, éditeur de The Village Voice, sous la direction du critique de théâtre Jerry Tallmer. Initialement, seules les productions Off-Broadway y étaient éligibles. En 1964 les productions Off-Off-Broadway furent rajoutées.

## Catégories
À l'exception des Obie Awards du Lifetime Achievement et de la meilleure nouvelle pièce américaine, il n'y a pas de catégories fixes, et les nominations ne font pas l'objet d'une annonce préalable à la cérémonie. Ils récompensent les performances d'acteurs, la mise en scène, les productions, les décors ainsi que des citations spéciales.
The Village Voice accorde également des fonds à des compagnies de théâtre sélectionnées, pour un total de 10 000 $.